# Таксис
Та́ксисы (др.-греч. τάξις — строй, порядок, расположение по порядку) — двигательные реакции в ответ на односторонне действующий стимул, свойственные свободно передвигающимся организмам, некоторым клеткам и органоидам (для растений см. тропизм). Источниками раздражения могут быть свет, температура, влага, химические вещества и другие. Раздражители (стимулы) любого типа могут вызывать как отрицательную, так и положительную двигательную реакцию организмов.

## Разновидности
В зависимости от природы воздействия выделяют следующие типы таксиса:
- Аэротаксис
- Анемотаксис
- Баротаксис
- Гальванотаксис (электротаксис или гальванотропизм) — двигательные реакции организмов (напр., одноклеточных) или их частей (напр., корней растений), вызываемые действием электрического тока[1].
- Гелиотаксис
- Геотаксис
- Гидротаксис
- Гравитаксис
- Магнитотаксис
- Реотаксис
- Термотаксис
- Фототаксис
- Хемотаксис
- Цитотаксис

По направлению и типу перемещения:
- Клинотаксис — перемещение с изменением направления
- Менотаксис — движение под некоторым постоянным углом к направлению на стимул
- Мнемотаксис
- Ортотаксис — изменение скорости движения в зависимости от интенсивности стимула
- Телотаксис — перемещение к источнику стимуляции
- Тигмотаксис
- Тропотаксис
- Фоботаксис